# Red Letter Days
Red Letter Days è il quarto album in studio del gruppo rock statunitense The Wallflowers, pubblicato nel 2002.

## Tracce
1. When You're on Top – 3:54
2. How Good It Can Get – 4:11
3. Closer to You – 3:17
4. Everybody Out of the Water – 3:42
5. Three Ways – 4:19
6. Too Late to Quit – 3:54
7. If You Never Got Sick – 3:44
8. Health and Happiness – 4:03
9. See You When I Get There – 3:09
10. Feels Like Summer Again – 3:48
11. Everything I Need – 3:37
12. Here in Pleasantville + Empire of My Mind (traccia nascosta) – 7:52

## Formazione
- Jakob Dylan - voce, chitarra, cori
- Rami Jaffee - tastiere
- Greg Richling - basso
- Mario Calire - batteria, cori